# Natação artística no Campeonato Mundial de Esportes Aquáticos de 2024 - Rotina livre dueto

A prova da rotina livre dueto da natação artística no Campeonato Mundial de Esportes Aquáticos de 2024 foi realizada nos dias 7 e 8 de fevereiro de 2024 em Doha, no Catar.

## Cronograma
Todos os horários estão na hora local (UTC+3).
| Data           | Hora  | Evento       |
| -------------- | ----- | ------------ |
| 7 de fevereiro | 09:30 | Eliminatória |
| 8 de fevereiro | 14:00 | Final        |

## Formato da competição
A competição consiste em duas rodadas: preliminar e final. As 12 melhores duplas classificam-se a final.

## Medalhistas
| Ouro                             | Prata                                                  | Bronze                                         |
| China · Wang Liuyi · Wang Qianyi | Países Baixos · Bregje de Brouwer · Noortje de Brouwer | Grã-Bretanha · Kate Shortman · Isabelle Thorpe |

## Resultados
| Pos.              | Nadadoras                                  | Nacionalidade | Eliminatória | Eliminatória | Final         | Final         |
| Pos.              | Nadadoras                                  | Nacionalidade | Pontos       | Pos.         | Pontos        | Pos.          |
| ----------------- | ------------------------------------------ | ------------- | ------------ | ------------ | ------------- | ------------- |
| Medalha de ouro   | Wang Liuyi Wang Qianyi                     | China         | 250.8438     | 1            | 250.7729      | 1             |
| Medalha de prata  | Bregje de Brouwer Noortje de Brouwer       | Países Baixos | 244.2439     | 2            | 250.4979      | 2             |
| Medalha de bronze | Kate Shortman Isabelle Thorpe              | Grã-Bretanha  | 237.1042     | 3            | 247.2626      | 3             |
| 4                 | Alisa Ozhogina Iris Tió                    | Espanha       | 236.9958     | 4            | 243.9918      | 4             |
| 5                 | Audrey Lamothe Jacqueline Simoneau         | Canadá        | 234.9855     | 5            | 239.0563      | 5             |
| 6                 | Sofia Malkogeorgou Evangelia Platanioti    | Grécia        | 232.8188     | 6            | 236.7834      | 6             |
| 7                 | Linda Cerruti Lucrezia Ruggiero            | Itália        | 231.1168     | 8            | 233.9957      | 7             |
| 8                 | Maryna Aleksiiva Vladyslava Aleksiiva      | Ucrânia       | 232.3936     | 7            | 233.1437      | 8             |
| 9                 | Shelly Bobritsky Ariel Nassee              | Israel        | 226.7439     | 9            | 228.4708      | 9             |
| 10                | Hur Yoon-seo Lee Ri-young                  | Coreia do Sul | 215.2875     | 10           | 213.5979      | 10            |
| 11                | Kyra Hoevertsz Mikayla Morales             | Aruba         | 196.3771     | 11           | 199.0876      | 11            |
| 12                | Melisa Ceballos Estefania Roa              | Colômbia      | 190.4313     | 12           | 185.7103      | 12            |
| 13                | Noemi Büchel Leila Marxer                  | Liechtenstein | 189.4106     | 13           | Não avançaram | Não avançaram |
| 14                | Arina Pushkina Yasmin Tuyakova             | Cazaquistão   | 188.3146     | 14           | Não avançaram | Não avançaram |
| 15                | Johanna Bleyer Klara Bleyer                | Alemanha      | 186.8874     | 15           | Não avançaram | Não avançaram |
| 16                | Nadine Barsoum Hana Hiekal                 | Egito         | 183.8062     | 16           | Não avançaram | Não avançaram |
| 17                | Laura Miccuci Gabriela Regly               | Brasil        | 179.1250     | 17           | Não avançaram | Não avançaram |
| 18                | Chiara Diky Lea Anna Krajčovičová          | Eslováquia    | 177.6645     | 18           | Não avançaram | Não avançaram |
| 19                | Maria Gonçalves Cheila Vieira              | Portugal      | 172.4542     | 19           | Não avançaram | Não avançaram |
| 20                | Yvette Chong Debbie Soh                    | Singapura     | 170.9959     | 20           | Não avançaram | Não avançaram |
| 21                | Carolyn Buckle Kiera Gazzard               | Austrália     | 161.2521     | 21           | Não avançaram | Não avançaram |
| 22                | Thea Grima Buttigieg Emily Ruggier         | Malta         | 158.6000     | 22           | Não avançaram | Não avançaram |
| 23                | Pongpimporn Pongsuwan Supitchaya Songpan   | Tailândia     | 153.1542     | 23           | Não avançaram | Não avançaram |
| 24                | María Ccoyllo Adriana Toulier              | Peru          | 151.1249     | 24           | Não avançaram | Não avançaram |
| 25                | Karolína Klusková Aneta Mrázková           | Chéquia       | 150.6167     | 25           | Não avançaram | Não avançaram |
| 26                | Blanka Barbócz Angelika Bastianelli        | Hungria       | 150.5209     | 26           | Não avançaram | Não avançaram |
| 27                | Duru Kanberoğlu Bade Yıldız                | Turquia       | 149.1166     | 27           | Não avançaram | Não avançaram |
| 28                | Cesia Castaneda Grecia Mendoza             | El Salvador   | 143.1771     | 28           | Não avançaram | Não avançaram |
| 29                | Mari Alavidze Tekla Gogilidze              | Geórgia       | 141.7354     | 29           | Não avançaram | Não avançaram |
| 30                | Diana Onkes Ziyodakhon Toshkhujaeva        | Uzbequistão   | 140.4958     | 30           | Não avançaram | Não avançaram |
| 31                | Agustina Medina Lucía Ververis             | Uruguai       | 137.9854     | 31           | Não avançaram | Não avançaram |
| 32                | María Alfaro Anna Mitinian                 | Costa Rica    | 118.6812     | 32           | Não avançaram | Não avançaram |
| 33                | Nina Brown Eva Morris                      | Nova Zelândia | 116.8854     | 33           | Não avançaram | Não avançaram |
| 34                | Tiziana Bonucci Luisina Caussi             | Argentina     | 111.6167     | 34           | Não avançaram | Não avançaram |
| 35                | Gabriel Zhou Lam Cheng Tong                | Macau         | 105.5105     | 35           | Não avançaram | Não avançaram |
| 36                | Gabriela Alpajón Dayaris Varona            | Cuba          | 100.2688     | 36           | Não avançaram | Não avançaram |
| 37                | Hilda Tri Julyandra Gabrielle Permata Sari | Indonésia     | 87.5688      | 37           | Não avançaram | Não avançaram |
| 38                | Grace Borrebach Kyra van den Berg          | Curaçau       | 81.0250      | 38           | Não avançaram | Não avançaram |
| –                 | Jennah Hafsi Noah Kroon                    | Marrocos      | Não começou  | Não começou  | Não começou   | Não começou   |
| –                 | Jessica Hayes-Hill Laura Strugnell         | África do Sul | Não começou  | Não começou  | Não começou   | Não começou   |